# Krisztián Vadócz
Krisztián Vadócz (født 30. maj 1985 i Budapest) er en ungarsk professionel fodboldspiller, der spiller for Kitchee.
Han har tidligere spillet for OB, som en 6. september 2012 offentliggjorde, at klubben havde sikret sig Krisztián Vadócz på en toårig kontrakt. Han kom til klubben på en fri transfer efter senest at have repræsenteret den hollandske Æresdivisionsklub NEC Nijmegen. Vadócz er højrebenet og beskrives i øvrigt som en fysisk stærk, hårdt arbejdende og teknisk dygtig spiller, der er stærk i pasningsspillet.

## Karriere

### Budapest Honvéd
Vadócz debuterede som professionel i en alder af blot 17 år for den ungarske hovedstadsklub Honvéd Budapest, og blev spottet af den franske Ligue 1-klub AJ Auxerre i sommeren 2005. Selvom han var tilknyttet den franske klub i tre år, nåede han aldrig at debutere på 1. holdet, og han sluttede sin tid i klubben som udlejet til den skotske klub Motherwell FC.

### NEC Nijmegen
I juni 2007, tiltrådte Vadócz hos hollandske NEC Nijmegen – i øvrigt sammen med den nuværende FC Midtjylland-spiller Tim Janssen. I sæsonen 2007–08 i Æresdivisionen var Vadócz en vigtig spiller på holdets midtbane og medvirkede til at sikre klubben en komfortabel 8. plads.

### Osasuna
Herefter skrev han en 4-årig kontrakt med La Liga-holdet CA Osasuna fra den spanske by Pamplona. I sin første sæson i den spanske klub formåede han ikke at bide sig fast som en etableret spiller i startformationen, men han scorede nogle vitale mål for klubben – mod UD Almería (3–1, efter blot et minut på banen) og mod Atlético de Madrid (4–2).
I sæsonen 2009–10 blev Vadócz stadig primært anvendt som indskiftningsspiller. Den 11. april 2010, hjalp han sit hold til en 2-0 sejr over Real Zaragoza med et skud fra omkring 30 meter.

### NEC Nijmegen
På den sidste dag af transfervinduet i sommeren 2011 blev Vadócz frigivet af sin spanske klub, og han skrev med det samme under på en ny 1-årig kontrakt med sin tidligere klub NEC Nijmegen. Her blev han bl.a. holdkammerat med den danske forsvarsspiller Kevin Conboy, som var kommet til NEC Nijmegen fra Esbjerg fB. Vadócz viste sig som en profil på NEC Nijmegens hold, og de kontrakten udløb, ville klubben gerne forlænge med ham, men havde ikke råd . Vadócz havde derfor mulighed for at skifte på en fri transfer, og den mulighed valgte han at benytte sig af.

### Odense Boldklub
Da transfervinduet i sommeren 2012 var lukket, blev han noget overraskende præsenteret i OB den 6. september.
Efter en skuffende sæson 2011-12 var OBs sportschef Poul Hansen i gang med at rydde op i truppen, og da det lukkede transfervindue allerede havde budt på en del aktivitet i OB var det ikke ventet, at OB ville hente flere spillere til i løbet af denne sommer. Ikke desto mindre kunne en glad og tilfreds Poul Hansen offentliggøre, at Krisztián Vadócz, som OB havde fulgt gennem længere tid, havde underskrevet en 2-årig kontrakt med klubben. Krisztián Vadócz blev faktisk set så grundigt an, at OBs cheftræner Troels Bech havde ham hjemme til aftensmad, hvor Krisztián Vadócz gav indtryk af at være "en rolig og balanceret fyr, som også kan sige noget, når det er påkrævet."

## International karriere
Vadócz debuterede både for Ungarns U21-landshold og for dets A-landshold i 2004. Året efter scorede han sit første landskampsmål i venskabskamp mod Antigua og Barbuda i Miami, Florida, som Ungarn vandt 3-0. På hjemmebanen i Budapest scorede han sit andet landskampsmål i 2008, da Ungarn besejrede Grækenland 3-2 i en venskabskamp.

### Internationale mål
| #  | Dato              | Sted             | Modstander         | Score | Resultat | Turnering    |
| -- | ----------------- | ---------------- | ------------------ | ----- | -------- | ------------ |
| 1. | 18. december 2005 | Miami, USA       | Antigua og Barbuda | 3–0   | Vandt    | Venskabskamp |
| 2. | 24. maj 2008      | Budapest, Ungarn | Grækenland         | 3–2   | Vandt    | Venskabskamp |